# Olga Malinkiewicz
Olga Malinkiewicz (ur. 26 listopada 1982) – polska fizyczka, wynalazczyni taniej metody wytwarzania drukowanych ogniw słonecznych na bazie perowskitów. Jest założycielką i CTO (Chief Technology Officer) w Saule Technologies.

## Życiorys
Rozpoczęła studia na Wydziale Fizyki Uniwersytetu Warszawskiego, gdzie uzyskała licencjat w 2005 roku. Studia magisterskie ukończyła na Politechnice Katalońskiej w Barcelonie (Universitat Politècnica de Catalunya) w 2010 roku. Jeszcze w czasie studiów, w 2009 roku rozpoczęła pracę w instytucie ICFO (The Institute of Photonic Studies), a następnie na Uniwersytecie w Walencji. W tej uczelni w 2017 obroniła doktorat (w The Institute for Molecular Science).

## Osiągnięcia
W czasie pracy w Hiszpanii opracowała metodę pozwalającą na zastosowanie materiału perowskitowego na dowolnym podłożu, np. folii PET. W grudniu 2014 roku założona przez Malinkiewicz spółka Saule Technologies (nazwana na cześć bałtyjskiej bogini słońca Saule) zaprezentowała w Bostonie pierwszy na świecie drukowany perowskit.

## Nagrody
Za opracowanie niskotemperaturowej technologii wytwarzania elastycznych ogniw fotowoltaicznych na bazie perowskitów Olga Malinkiewicz otrzymała 28 marca 2014 roku z rąk wiceprzewodniczącej Komisji Europejskiej Neelie Kroes główną nagrodę w prestiżowym konkursie naukowym Photonics21.
Spółka Saule Technologies otrzymała w marcu 2015 roku tytuł „Startup Roku 2014”. Konkurs Startup Roku odbywa się co roku w ramach Business Mixer, cyklicznej imprezy organizowanej przez Business Link.
W 2015 roku Olga Malinkiewicz otrzymała jako pierwsza Polka tytuł „Innovator of the Year” w konkursie „Innovators Under 35” organizowanym przez „MIT Technology Review” – najstarszy magazyn poświęcony technice, którego wydawcą jest Massachusetts Institute of Technology.
11 listopada 2016 roku prezydent Andrzej Duda odznaczył Olgę Malinkiewicz Krzyżem Kawalerskim Orderu Odrodzenia Polski „za wybitne zasługi dla rozwoju nauki polskiej”.
W marcu 2020 roku Olga Malinkiewicz została wyróżniona przez magazyn Amerykańskiego Towarzystwa Chemicznego i uznana za jedną z najważniejszych kobiet w świecie nowoczesnych technologii. W 2021 roku została uhonorowana nagrodą Planety Lema w dziedzinie technologii za wynalezienie i komercjalizację drukowanych ogniw słonecznych na bazie perowskitów.
W lipcu 2024 r. Olga Malinkiewicz, jako pierwsza Polka w historii, otrzymała podwójną Nagrodę Europejskiego Wynalazcy (European Inventor Award). Pierwsza z nich przyznana została przez Europejski Urząd Patentowy w kategorii SME (z ang. small and medium-sized enterprises), a drugą była nagroda publiczności (Popular Prize). Olga wraz z zespołem została doceniona za wizjonerski pomysł i technologię, która może zmienić świat.

## Komercjalizacja wynalazku
Olga Malinkiewicz jest współtwórczynią wynalazku objętego patentem, tj. ogniwa słonecznego na bazie perowskitu o architekturze umożliwiającej niskotemperaturowe wytwarzanie, kompatybilne m.in. z foliami PET. W 2014 roku, wraz z Arturem Kupczunasem i Piotrem Krychem założyła spółkę Saule Sp. z o.o. (działającą pod nazwą Saule Technologies), w której zajmuje się dalszym rozwijaniem nowej technologii ogniw perowskitowych. Olga Malinkiewicz jest wiceprezesem jej zarządu i Chief Technology Officer. Celem firmy jest opracowanie lekkich, elastycznych ogniw perowskitowych o wysokiej sprawności, drukowanych na cienkich foliach oraz taniego procesu produkcyjnego, który umożliwi komercjalizację produktu na masową skalę. Saule Technologies w 2018 roku podpisało umowę licencyjną z międzynarodowym przedsiębiorstwem budowlanym Skanska na rozwijanie produktów zintegrowanych z budynkiem (fotowoltaiczna fasada i fotowoltaiczne ekrany akustyczne) i wdrożenie ich na obszarach biznesowych firmy (wybrane kraje europejskie, Kanada i USA).